# Direitos humanos no Sudão
O histórico de direitos humanos do Sudão foi amplamente condenado. Algumas organizações de direitos humanos documentaram uma variedade de abusos e atrocidades realizados pelo governo sudanês nos últimos anos sob o governo de Omar al-Bashir. O Relatório de Direitos Humanos de 2009 do Departamento de Estado dos Estados Unidos observou sérias preocupações com as violações de direitos humanos por parte do governo e de grupos de milícias. A pena capital, incluindo a crucificação, é usada para muitos crimes. Em setembro de 2019, o governo do Sudão assinou um acordo com o Alto Comissariado das Nações Unidas para os Direitos Humanos para abrir um escritório de direitos humanos da ONU em Cartum e escritórios de campo em Darfur, Nilo Azul, Cordofão do Sul e Sudão Oriental.  Em julho de 2020, durante a transição sudanesa para a democracia de 2019-2021, o ministro da Justiça, Nasredeen Abdulbari, afirmou que "todas as leis que violam os direitos humanos no Sudão" deveriam ser descartadas e, por essa razão, o Parlamento aprovou uma série de leis no início de julho de 2020.